# Campeonato Chileno de Futebol de 1982
O Campeonato Chileno de Futebol de 1982 (oficialmente Campeonato Nacional de Fútbol Profesional de la Primera División de Chile) foi a 50ª edição do campeonato do futebol do Chile. Os clubes jogam todos contra todos. Os dois últimos colocados são rebaixados diretamente para a Campeonato Chileno de Futebol - Segunda Divisão, enquanto os dois antepenúltimos jogam uma ligilla de rebaixamento com o 3º e 4º lugares da Primera B, onde os dois primeiros ascendem e os outros dois são rebaixados. O campeão e o ganhador da ligilla entre 2º ao 5º lugar se classificam para a Copa Libertadores da América de 1983.

## Participantes
| Equipe                                        | Cidade        | Região                           | No ano anterior                                                     | Estádio                            | Capacidade | Títulos                                     | Participações |
| --------------------------------------------- | ------------- | -------------------------------- | ------------------------------------------------------------------- | ---------------------------------- | ---------- | ------------------------------------------- | ------------- |
| Club Social y Deportivo Colo-Colo             | Macul         | Região Metropolitana de Santiago | Campeão                                                             | Estádio Nacional de Chile          | 55.100     | 13 (Último em 1981)                         | 50            |
| Club Universidad de Chile                     | Santiago      | Região Metropolitana de Santiago | Terceiro Lugar                                                      | Estádio Nacional de Chile          | 55.100     | 7 (1940, 1959, 1962,1964, 1965, 1967, 1969) | 45            |
| Unión Española                                | Independencia | Região Metropolitana de Santiago | Quarto Lugar                                                        | Estádio Santa Laura                | 22.375     | 5 (1943, 1951, 1973, 1975, 1978)            | 49            |
| Club Deportivo Palestino                      | La Cisterna   | Região Metropolitana de Santiago | Décimo Primeiro Lugar                                               | Estádio Santa Laura                | 22.375     | 2 (1955, 1978)                              | 28            |
| Club Deportivo Universidad Católica           | Las Condes    | Região Metropolitana de Santiago | Oitavo Lugar                                                        | Estádio Independência              | 13.500     | 4 (1949, 1954, 1961, 1966)                  | 41            |
| Audax Club Sportivo Italiano                  | La Florida    | Região Metropolitana de Santiago | Sétimo Lugar                                                        | Estádio Santa Laura                | 22.375     | 4 (1936, 1946, 1948, 1957)                  | 45            |
| O'Higgins Fútbol Club                         | Rancagua      | Região de O'Higgins              | Décimo Lugar                                                        | Estádio El Teniente                | 14.550     | 0 (não possui)                              | 26            |
| Club de Deportes Cobreloa                     | Calama        | Região de Antofagasta            | Vice Campeão                                                        | Estádio Municipal de Calama        | 12.000     | 1 (1980)                                    | 5             |
| Club Deportivo y Social Naval                 | Talcahuano    | Região de Bío-Bío                | Quinto Lugar                                                        | Estádio El Morro                   | 7.152      | 0 (não possui)                              | 9             |
| Club Deportivo Magallanes                     | Maipú         | Região Metropolitana de Santiago | Sexto Lugar                                                         | Estádio Independência              | 13.500     | 4 (1933, 1934, 1935, 1938)                  | 44            |
| Club de Deportes Iquique                      | Iquique       | Região de Tarapacá               | Décimo Segundo Lugar                                                | Estádio Municipal de Iquique       | -----      | 0 (não possui)                              | 3             |
| Club de Deportes La Serena                    | La Serena     | Região de Coquimbo               | Nono Lugar                                                          | Estádio La Portada                 | 18.500     | 0 (não possui)                              | 19            |
| Corporación Club de Deportes Santiago Morning | Independencia | Região Metropolitana de Santiago | Acesso pelo Campeonato Chileno de Futebol de 1981 - Segunda Divisão | Estádio Santa Laura                | 22.375     | 1 (1942)                                    | 37            |
| Club Social de Deportes Rangers               | Talca         | Região de Maule                  | Acesso pelo Campeonato Chileno de Futebol de 1981 - Segunda Divisão | Estádio Fiscal de Talca            | 8.324      | 0 (não possui)                              | 27            |
| Club Deportivo Arica                          | Arica         | Região de Tarapacá               | Acesso pelo Campeonato Chileno de Futebol de 1982 - Segunda Divisão | Estádio Carlos Dittborn            | 10.000     | 0 (não possui)                              | 1             |
| Club de Deportes Regional Atacama             | Copiapó       | Região de Atacama                | Acesso pelo Campeonato Chileno de Futebol de 1982 - Segunda Divisão | Estádio Luis Valenzuela Hermosilla | 8.000      | 0 (não possui)                              | 1             |

## Campeão
| Campeão Chileno 1982                                   |
| ------------------------------------------------------ |
| Club de Deportes Cobreloa (Calama) (2º título) Campeão |